# Valdney Freitas da Matta
Valdney Freitas da Matta (født 20. april 1971) er en tidligere brasiliansk fodboldspiller.
Han har spillet for flere forskellige klubber i sin karriere, herunder Kawasaki Frontale og Oita Trinita.